# Parnac (Lot)
Parnac è un comune francese di 397 abitanti situato nel dipartimento del Lot nella regione dell'Occitania.

## Società

### Evoluzione demografica
Abitanti censiti